# World Cup 1992 (Tischtennis)
| 1991 ← World Cup → 1993 | 1991 ← World Cup → 1993           |
| ----------------------- | --------------------------------- |
|                         | Männer                            |
| Datum                   | 10.12.–13.12.                     |
| Ort                     | Ho-Chi-Minh-Stadt                 |
| Auflage                 | 13                                |
| Sieger                  | Ma Wenge Kim Taek-soo Yoo Nam-kyu |

Der Tischtennis-World Cup 1992 fand in seiner 13. Austragung vom 10. bis 13. Dezember im vietnamesischen Ho-Chi-Minh-Stadt statt. Es gab nur einen Wettbewerb für Männer. Gold ging an Ma Wenge aus China.

## Modus
An dem Wettbewerb nahmen 16 Sportler teil, die auf vier Gruppen mit je vier Sportlern aufgeteilt wurden. Die Gruppenersten und -zweiten rückten in die im K. o.-Modus ausgetragene Hauptrunde vor. Die Halbfinal-Verlierer trugen ein Spiel um Platz 3 aus. Gespielt wurde mit zwei Gewinnsätzen, in der Hauptrunde mit drei Gewinnsätzen.

## Teilnehmer
| Platz | Name              | TN |
| ----- | ----------------- | -- |
| 1     | Ma Wenge          | 4  |
| 2     | Kim Taek-soo      | 3  |
| 3     | Yoo Nam-kyu       | 4  |
| 4     | Kalinikos Kreanga | 1  |
| 5     | Sule Olaleye      | 2  |
| 5     | Lo Chuen Tsung    | 4  |
| 5     | Yu Shentong       | 2  |
| 5     | Wu Wen-Chia       | 1  |
| 9     | Jimmy Butler      | 1  |
| 9     | Peter Jackson     | 3  |
| 9     | Sean O’Neill      | 1  |
| 9     | Xie Chaojie       | 1  |
| 13    | Hugo Hoyama       | 2  |
| 13    | Lý Minh Triết     | 1  |
| 13    | Matthew Syed      | 1  |
| 13    | Trần Tuấn Anh     | 1  |

## Gruppenphase

### Gruppe 1
|                | Ergebnis |                |
| -------------- | -------- | -------------- |
| Ma Wenge       | 2:0      | Lo Chuen Tsung |
| Ma Wenge       | 2:0      | Jimmy Butler   |
| Ma Wenge       | 2:0      | Trần Tuấn Anh  |
| Lo Chuen Tsung | 2:0      | Jimmy Butler   |
| Lo Chuen Tsung | 2:0      | Trần Tuấn Anh  |
| Jimmy Butler   | 2:0      | Trần Tuấn Anh  |

| Platz | Spieler        | Spiele | Sätze | Punkte |
| ----- | -------------- | ------ | ----- | ------ |
| 1     | Ma Wenge       | 3      | 6:0   | 6      |
| 2     | Lo Chuen Tsung | 3      | 4:2   | 5      |
| 3     | Jimmy Butler   | 3      | 2:4   | 4      |
| 4     | Trần Tuấn Anh  | 3      | 0:6   | 3      |

### Gruppe 2
|                   | Ergebnis |               |
| ----------------- | -------- | ------------- |
| Kalinikos Kreanga | 2:0      | Yu Shentong   |
| Kalinikos Kreanga | 2:0      | Sean O’Neill  |
| Kalinikos Kreanga | 2:0      | Lý Minh Triết |
| Yu Shentong       | 2:0      | Sean O’Neill  |
| Yu Shentong       | 2:0      | Lý Minh Triết |
| Sean O’Neill      | 2:0      | Lý Minh Triết |

| Platz | Spieler           | Spiele | Sätze | Punkte |
| ----- | ----------------- | ------ | ----- | ------ |
| 1     | Kalinikos Kreanga | 3      | 6:0   | 6      |
| 2     | Yu Shentong       | 3      | 4:2   | 5      |
| 3     | Sean O’Neill      | 3      | 2:4   | 4      |
| 4     | Lý Minh Triết     | 3      | 0:6   | 3      |

### Gruppe 3
|               | Ergebnis |               |
| ------------- | -------- | ------------- |
| Yoo Nam-kyu   | 2:1      | Wu Wen-Chia   |
| Yoo Nam-kyu   | 2:1      | Peter Jackson |
| Yoo Nam-kyu   | 2:1      | Matthew Syed  |
| Wu Wen-Chia   | 2:0      | Peter Jackson |
| Wu Wen-Chia   | 2:0      | Matthew Syed  |
| Peter Jackson | 2:0      | Matthew Syed  |

| Platz | Spieler       | Spiele | Sätze | Punkte |
| ----- | ------------- | ------ | ----- | ------ |
| 1     | Yoo Nam-kyu   | 3      | 6:3   | 6      |
| 2     | Wu Wen-Chia   | 3      | 5:2   | 5      |
| 3     | Peter Jackson | 3      | 3:4   | 4      |
| 4     | Matthew Syed  | 3      | 1:6   | 3      |

### Gruppe 4
|              | Ergebnis |              |
| ------------ | -------- | ------------ |
| Kim Taek-soo | 2:0      | Sule Olaleye |
| Kim Taek-soo | 2:1      | Xie Chaojie  |
| Kim Taek-soo | 2:0      | Hugo Hoyama  |
| Sule Olaleye | 2:0      | Xie Chaojie  |
| Sule Olaleye | 2:1      | Hugo Hoyama  |
| Xie Chaojie  | 2:0      | Hugo Hoyama  |

| Platz | Spieler      | Spiele | Sätze | Punkte |
| ----- | ------------ | ------ | ----- | ------ |
| 1     | Kim Taek-soo | 3      | 6:1   | 6      |
| 2     | Sule Olaleye | 3      | 4:3   | 5      |
| 3     | Xie Chaojie  | 3      | 3:4   | 4      |
| 4     | Hugo Hoyama  | 3      | 1:6   | 3      |

## Hauptrunde
|  | Viertelfinale     | Viertelfinale     |             |              | Halbfinale        | Halbfinale |  |  | Finale | Finale |
|  |                   |                   |             |              |                   |            |  |  |        |        |
|  |                   |                   |             |              |                   |            |  |  |        |        |
|  | Ma Wenge          | 3                 |             |              |                   |            |  |  |        |        |
|  | Ma Wenge          | 3                 |             |              |                   |            |  |  |        |        |
|  | Sule Olaleye      | 1                 |             |              |                   |            |  |  |        |        |
|  | Sule Olaleye      | 1                 | Ma Wenge    | 3            |                   |            |  |  |        |        |
|  |                   |                   | Ma Wenge    | 3            |                   |            |  |  |        |        |
|  |                   | Kalinikos Kreanga | 0           |              |                   |            |  |  |        |        |
|  | Wu Wen-Chia       | Kalinikos Kreanga | 0           | 0            |                   |            |  |  |        |        |
|  | Wu Wen-Chia       |                   |             | 0            |                   |            |  |  |        |        |
|  | Kalinikos Kreanga | 3                 |             |              |                   |            |  |  |        |        |
|  |                   |                   | Ma Wenge    | 3            |                   |            |  |  |        |        |
|  |                   |                   |             | Kim Taek-soo | 2                 |            |  |  |        |        |
|  | Yu Shentong       | 2                 |             |              |                   |            |  |  |        |        |
|  | Yoo Nam-kyu       | 3                 |             |              |                   |            |  |  |        |        |
|  | Yoo Nam-kyu       | 3                 | Yoo Nam-kyu | 1            |                   |            |  |  |        |        |
|  |                   |                   | Yoo Nam-kyu | 1            | Spiel um Platz 3  |            |  |  |        |        |
|  |                   | Kim Taek-soo      | 3           |              |                   |            |  |  |        |        |
|  | Lo Chuen Tsung    | Kim Taek-soo      | 3           | 0            | Kalinikos Kreanga | 1          |  |  |        |        |
|  | Lo Chuen Tsung    |                   |             | 0            | Kalinikos Kreanga | 1          |  |  |        |        |
|  | Kim Taek-soo      | 3                 |             | Yoo Nam-kyu  | 2                 |            |  |  |        |        |
|  | Kim Taek-soo      | 3                 |             |              | 2                 |            |  |  |        |        |
|  |                   |                   |             |              |                   |            |  |  |        |        |

## Sonstiges
Es nahmen nur zwei Europäer am World Cup teil, was einen neuen und immer noch gültigen Negativrekord darstellte (Stand 2019).